# Amt für Reisen, Wandern und Urlaub
Das Amt für Reisen, Wandern und Urlaub (RWU) war eine Abteilung der nationalsozialistischen Behörde Kraft durch Freude (KdF). Ihre Aufgabe war die Organisation von Ferienreisen ("KdF-Reisen") für die Mitglieder zu Land und zu See.

## Tätigkeiten
Das Amt war von besonderer Wichtigkeit für die nationalsozialistische Propaganda, weil hier Reisen und Reiseziele angeboten wurden, die für den größten Teil der Bevölkerung unerschwinglich waren. Es hatte neben anderen folgende Abteilungen: Landreisen, Seereisen, Wandern (unterteilt in Ferienwandern und Gesellenwandern).
Am 17. Februar 1934 rollte der erste KdF-Sonderzug von Berlin nach Oberbayern. Die Anreise zu den Urlaubszielen erfolgte meist mit der Reichsbahn, später auch mit Omnibussen.
Von Februar 1934 bis August 1939, als die KdF-Fahrten kurz vor Kriegsbeginn eingestellt wurden, war RWU das größte Reiseunternehmen der Welt. Insgesamt rund sieben Millionen Touristen wurden in diesen fünf Jahren befördert; allein im Jahr 1937 waren es fast 1,6 Mio.; hinzu kamen 8,4 Mill. Kurzreisen.
Ein kleiner Teil der angebotenen Reisen waren Schiffs-Kreuzfahrten auf KdF-eigenen Schiffen. Für Hochseefahrten stand eine eigene Flotte (6) und weitere 6 gecharterte Schiffe zur Verfügung. Es fanden Seefahrten nach Norwegen, Italien, Griechenland und Madeira statt. Zwischen 1934 und 1939 wurden 673 Seereisen mit über 700.000 Passagieren durchgeführt (andere Quellen berichten von 690.000 Hochseefahrten). Ein sehr bekanntes Schiff ist die Wilhelm Gustloff, die am 30. Januar 1945, in der Ostsee mit circa 10.000 Flüchtlingen an Bord, von einem russischen U-Boot torpediert und versenkt wurde.
Weitere Reisen waren Kurz- und Wochenendreisen, oder auch längere Reisen innerhalb Deutschlands. In Prora auf der Ostseeinsel Rügen sollte ein riesiges Urlaubszentrum der KdF entstehen. Trotz guter baulicher Fortschritte wurde es wegen des Ausbruchs des Zweiten Weltkrieges nie als Urlaubszentrum benutzt.

## Wirtschaft
Mit 80 Prozent des Umsatzes war das Amt für Reisen, Wandern und Urlaub die größte und wichtigste Abteilung von KdF. Im Gegensatz zu den anderen Abteilungen, die stark bezuschusst wurden, war RWU nahezu selbstfinanzierend.
An KdF-Fahrten sollten grundsätzlich alle Schichten der Bevölkerung teilnehmen können. Daher waren die Preise extrem niedrig gehalten. Dies wurde einerseits möglich durch knappe Kalkulation und niedrige Preise, die mit Verkehrsunternehmen und Hotels ausgehandelt wurden. Andererseits wurden die Fahrten von der Deutschen Arbeitsfront (DAF) bezuschusst. Die DAF war Trägerin der Gemeinschaft Kraft durch Freude und finanzierte sich aus Mitgliedsbeiträgen von bis zu 22 Millionen Mitgliedern. Auch das Vermögen der 1933 zerschlagenen Gewerkschaften kam der DAF zugute.
Den schlecht bezahlten Arbeitern wollte man vermitteln, sie bekämen nun Privilegien, die bisher nur der Oberklasse zugestanden hätten. Tatsächlich führten die günstigen KdF-Reisen oft in Absteigen der untersten Preisklasse; an den teureren Seereisen nahmen nur wenige Arbeiter teil. Viele Hoteliers und Transportunternehmer sträubten sich, KdF-Reisende aufzunehmen, weil mit ihnen kein Gewinn zu machen war.
Eine Reise kostete den Urlauber im Schnitt 4,50 RM pro Tag. Etwa 2,50 RM davon gingen an den Hotelbesitzer, etwa halb so viel wie üblich.
Ab 1934 wurde das „KdF-Reisesparen“ eingeführt. Mit einem monatlichen Beitrag von 2,00 RM war es nach 80 Wochen möglich, an einer Reise teilzunehmen.